# 변용선
변용선(卞鏞宣, 1987년 5월 17일 ~ )은 전 KBO 리그 롯데 자이언츠의 포수이다.
2010년 5라운드 지명을 받아 롯데 자이언츠에 입단하여 그 해 9월 1일 확장 엔트리를 통해 1군에 처음 등록되었다. 2010년 9월 5일 대타로 프로 데뷔 첫 타석을 맞았고, 안타(1타점)를 기록하였다.
2013 시즌 후 롯데 자이언츠에서 방출되었다. 그 후 군에 입대했다.

## 출신 학교
- 인헌초등학교
- 선린중학교
- 선린인터넷고등학교
- 중앙대학교

## 통산 기록
| 년도 | 구단  | 타율  | 경기수 | 타수 | 안타 | 2루타 | 3루타 | 홈런 | 타점 | 득점 | 도루 | 4사구 | 삼진 | 병살 |
| ---- | ----- | ----- | ------ | ---- | ---- | ----- | ----- | ---- | ---- | ---- | ---- | ----- | ---- | ---- |
| 2010 | 롯데  | 0.333 | 3      | 3    | 1    | 0     | 0     | 0    | 1    | 1    | 0    | 0     | 1    | 0    |
| 2012 | 롯데  | 0.000 | 7      | 5    | 0    | 0     | 0     | 0    | 0    | 0    | 0    | 0     | 2    | 0    |
| 통산 | 2시즌 | 0.125 | 10     | 8    | 1    | 0     | 0     | 0    | 1    | 1    | 0    | 0     | 3    | 0    |